# 阿部隆徳
阿部 隆徳（あべ たかのり）は、日本の弁護士・弁理士。ニューヨーク州弁護士。法学修士LLM（ボストン大学）。元ジョージタウン大学ローセンター研究員。大阪大学大学院医学系研究科招聘教授。大阪工業大学知的財産専門職大学院教育評価委員会元委員。元東京大学大学院医学系研究科非常勤講師。日本弁理士会中央知的財産研究所2009研究員。日本医療安全学会元理事。日本臨床医学リスクマネジメント学会元理事。日本内科学会「診療行為に関連した死亡の調査分析モデル事業」大阪地域評価委員会元委員。文部科学省個人の遺伝情報に応じた医療の実現プロジェクト2004ELSI委員会委員および先端医科学研究に関する倫理的・法的・社会的課題についての調査研究に関する募集に係る事務局選定2005WG委員。阿部国際総合法律事務所代表パートナ。

## 略歴
1995年東京大学法学部卒業。1997年司法研修所入所(51期)。1999年弁護士登録。2002年ボストン大学ロースクール卒業（知的財産法・特許法・知財弁護士講座）。同年弁理士登録。2003年ジョージタウン大学ローセンター研究員(アメリカ特許法）。同年、ニューヨーク州弁護士登録、フィネガン・ヘンダーソン・ファラボー・ガレット&ダナー事務所ワシントンDCオフィス勤務。その後独立し、阿部国際総合法律事務所代表パートナー。2005年大阪工業大学知的財産学部非常勤講師（国際法務演習担当）。2006年同大学知的財産専門職大学院教育評価委員会委員。2008年大阪大学大学院医学系研究科特任教授、その後、招聘教授。2011年から2014年まで、東京大学大学院医学系研究科非常勤講師も務めている。
主な所属団体は、日本弁理士会、日本医療安全学会、日本臨床医学リスクマネジメント学会、日本内科学会、アメリカ知的財産権法学会(American Intellectual Property Law Association)、アメリカ法廷弁護士協会(Association of Trial Lawyers of America)、アメリカ法曹協会(American Bar Association)。主な著書は、中国特許権侵害の認定―米国特許法および判例との比較研究（翻訳監修、東洋法規出版2005）。

## 主な考察
- 特許裁判における視覚的効果を伴う説得技法の日米欧比較
- 標準必須特許のライセンス交渉に関する手引き
- 製薬特許の仮処分命令申立ておよび発令事例
- iPS特許利用可否審議
- 再審査制度が医薬品の安全確保機能とデータ保護機能の両者を有することの問題点―薬事と知財の両面からの再審査制度の再設計の必要性
- 新時代戦略研究所による薬価制度改革案ー薬剤費の総額上限設定とイノベーティブな医薬品の適正評価の両立
- 田辺製薬(株)のヒトゲノム・遺伝子解析研究倫理審査